# ピアノソナタ第4番 (モーツァルト)
ピアノソナタ第4番 変ホ長調 K. 282 (189g) は、ヴォルフガング・アマデウス・モーツァルトが作曲した最初期のピアノソナタの1つ。「デュルニッツ・ソナタ」の4曲目にあたる。

## 概要
全6曲ある「デュルニッツ・ソナタ」の4曲目で、1775年にミュンヘン滞在中に書かれた作品である。このソナタはソナタ形式の順序を崩しており、第1楽章にアレグロがなく、緩徐楽章とメヌエットと終楽章で構成されている。モーツァルトのピアノソナタでは珍しい作品である。この構成は、ベートーヴェンのピアノソナタ第14番「月光」などに見られる。変ホ長調のピアノソナタは詩的表現の美しさが出ており、6曲の中でも特別の地位を占めている。

## 構成
全3楽章、演奏時間は約12分。
- 第1楽章 アダージョ
変ホ長調、4分の4拍子、二部形式。
お使いのブラウザーでは、音声再生がサポートされていません。音声ファイルをダウンロードをお試しください。
第1楽章は二部形式であり、ソナタ形式を踏んでいない（ただし、再現をもたないソナタ形式とも解釈できる）。
- 第2楽章 メヌエット I & II
変ロ長調 - 変ホ長調、4分の3拍子。
お使いのブラウザーでは、音声再生がサポートされていません。音声ファイルをダウンロードをお試しください。
お使いのブラウザーでは、音声再生がサポートされていません。音声ファイルをダウンロードをお試しください。
第2楽章のメヌエットはやや垢抜けないドイツ民謡調、つまりハイドンやベートーヴェン風の曲想を持っている。
- 第3楽章 アレグロ
変ホ長調、4分の2拍子、ソナタ形式。
お使いのブラウザーでは、音声再生がサポートされていません。音声ファイルをダウンロードをお試しください。